# Едвард Джонс Дом
Едвард Джонс Дом (англ. Edward Jones Dome) — американський багатофункціональний стадіон, розташований у місті Сент-Луїс, штат Міссурі. Стадіон приймає матчі команди Сент-Луїс Ремз, яка виступає у Національній футбольній лізі.